# 横浜女学院中学校・高等学校
横浜女学院中学校・高等学校（よこはまじょがくいんちゅうがっこう・こうとうがっこう）は、神奈川県横浜市中区山手町にある私立中学校・高等学校。
設置者は学校法人横浜学院で、横浜学院幼稚園も経営している。キリスト教学校教育同盟加盟校である。

## 沿革
- 1886年 - 山内小学校設立[1]。
- 1921年 - 横浜千歳裁縫女学校に改称[1]。
- 1933年 - 横浜千歳女学校に改称[1]。
- 1936年 - 千歳高等家政女学校に改称[1]。
- 1940年[2]または1943年[1] - 臣道女学院設立[2][1]。
- 1944年 - 臣道女学院が神奈川女子商業学校に改称[1]。
- 1944年 - 千歳高等家政女学校が横浜千歳女子商業学校に改称[1]。
- 1947年 - 横浜千歳女子商業学校と神奈川女子商業学校が合併し、横浜学院女子商業学校・横浜女子中学校となる[2]。
- 1948年 - 横浜学院女子商業学校が横浜女子高等学校に改称[1]。
- 1951年 - 学校法人横浜学院設立[2]。
- 1983年 - 横浜学院女子中学校[要出典]・高等学校と改称[1]。
- 1999年 - 横浜女学院中学校[要出典]・高等学校と改称[1]。

## 交通
- JR根岸線石川町駅 徒歩7分
- 横浜市営地下鉄ブルーライン伊勢佐木長者町駅 徒歩17分

## 著名な出身者
- 増田ユリヤ（ジャーナリスト）
- 野村真美（女優）
- 立樹遥（元宝塚歌劇団星組）